# Monomania (Deerhunter)
Monomania è il sesto album in studio della band statunitense Deerhunter, pubblicato nel 2013 dalla 4AD.

## Il disco
Il disco è coprodotto dagli stessi Deerhunter con Nicolas Vernhes (che aveva già prodotto Microcastle). Inoltre si tratta del primo disco realizzato con il bassista Josh McKay ed il chitarrista Frankie Broyles.
L'album è stato registrato nel periodo gennaio-febbraio 2013 presso il Rare Book Room Studio di Brooklyn (New York).
Il disco è stato accolto positivamente dalla critica: viene recensito in maniera entusiasta da The Guardian (5/5 stelline), NME (voto 8/10), Pitchfork (8.3/10) e AllMusic (3,5/5 stelline).

## Tracce
1. Neon Junkyard – 2:52
2. Leather Jacket II – 3:09
3. The Missing – 3:41
4. Pensacola – 4:00
5. Dream Captain – 3:02
6. Blue Agent – 3:30
7. T.H.M. – 4:19
8. Sleepwalking – 3:08
9. Back to the Middle – 2:37
10. Monomania – 5:19
11. Nitebike – 4:17
12. Punk (La Vie Antérieure) – 3:27

## Formazione
Deerhunter
- Bradford Cox - voce (tutte tranne la 3), percussioni (3,5,6,7,9,10), tapes (1,2,6,10), chitarra acustica (1,6,11), chitarra elettrica (4,12), chitarra (5), basso elettrico (12), synth (3), organo (5), gamelan (2), trattamenti (3), piccoli strumenti (5), macchina del fumo (1), metal box (9)
- Lockett Pundt - chitarra elettrica (tutte tranne 7,11,12), voce (3), chitarra all'ottava (2), basso (7), chitarra acustica (9,12), percussioni (5), registrazione di campo (10)
- Moses Archuleta - batteria, percussioni (1)
- Frankie Broyles - chitarra elettrica (tutte tranne 4,7,11,12), chitarre (4,7), chitarra acustica (12), registrazione di campo (10)
- Josh McKay - basso, farfisa (9), wurlitzer (9), organo Baldwin (9)

Personale tecnico
- Nicolas Vernhes - produzione, registrazione
- Deerhunter - produzione
- Bradford Cox - registrazione
- Gabe Wax - assistente ingegnere
- Joe Lambert - masterizzazione

Artwork
- Winston Parker - "calligrafia" neon
- Robert Semmer - fotografia
- Proenza Schouler - abbigliamento, direzione
- Matt de Jong, Bradford Cox - direzione artistica